# إكستراكشن 2
إكستراكشن 2 (بالإنجليزية: Extraction II)‏ هو فيلم أكشن إثارة أمريكي قادم من إخراج سام هارجريف وتأليف الأخوان روسو. الفيلم هو الجزء الثاني لفيلم إكستراكشن إنتاج عام 2020 استنادًا إلى الرواية المصورة Ciudad بواسطة آندي باركز و Joe Russo و انتوني روسو و Fernando León González و إيريك سكيلمان. وهو تكملة لفيلم إكستراكشن لعام 2020 ، حيث يعيد كريس هيمسوورث، كلشيفته فراهاني and Adam Bessa أدوارهم ، مع أولغا كوريلنكو، دانيال برنهاردت، تيناتين دالاكيشفيلي وإدريس إلبا.
تم إصدار الفيلم عبر نتفليكس في 16 يونيو 2023 وتلقى مراجعات مختلطة إلى إيجابية من النقاد.

## التسويق
في سبتمبر 2021 قامت منصة نتفليكس بنشر مقطع تشويقي للفيلم ظهر فيه كريس هيمسوورث.

## وصلات خارجية
- إكستراكشن 2 على موقع IMDb (الإنجليزية)
- إكستراكشن 2 على موقع ميتاكريتيك (الإنجليزية)
- إكستراكشن 2 على موقع روتن توميتوز (الإنجليزية)
- إكستراكشن 2 على موقع نتفليكس (الإنجليزية)
- إكستراكشن 2 على موقع ألو سيني (الفرنسية)
- إكستراكشن 2 على موقع فيلمافينيتي (الإسبانية)
- إكستراكشن 2 على موقع قاعدة بيانات الفيلم (الإنجليزية)
- إكستراكشن 2 على موقع ليتربوكسد (الإنجليزية)
- إكستراكشن 2 على موقع كينوبويسك (الروسية)